# Tersilochus hungaricus
Tersilochus hungaricus är en stekelart som beskrevs av Horstmann 1981. Tersilochus hungaricus ingår i släktet Tersilochus och familjen brokparasitsteklar. Inga underarter finns listade i Catalogue of Life.